# Lisa de la Motte
 (février 2025).
Lisa de la Motte, née le 16 avril 1985, est une ancienne nageuse swazie spécialisée dans les épreuves de papillon. De La Motte a concouru pour le Swaziland au 100 m papillon féminin aux Jeux olympiques d'été de 2000 à Sydney.
Elle a reçu un ticket de la FINA, dans le cadre d'un programme d'universalité, avec un temps d'entrée de 1:08.86.
Elle prend part à la première manche en compétition contre deux autres nageuses, Angela Galea de Malte et Tracy Ann Route de Micronésie. Alors qu'elle est en deuxième position au dernier virage, elle réussi à dépasser Galea dans la dernière ligne droite pour remporter la première place avec un nouveau record swazi de 1:06,70. Cependant, malgré la victoire aisée de De La Motte, cela n'a pas été suffisant pour la qualifier pour les demi-finales, car elle s'est classée quarante-cinquième au classement général lors de la première journée des préliminaires,.